# Como Era Gostoso o Meu Francês
Como Era Gostoso o Meu Francês é um filme brasileiro de 1971, do gênero aventura, dirigido por Nelson Pereira dos Santos. 

## Produção
O filme teve problemas com a censura da época, por ter atores interpretando índios nus, mas depois foi liberado para maiores de 18 anos com a justificativa de que nudez de índio não seria pornográfica. A iconografia foi baseada nos trabalhos de Theodore de Bry.
Baseado no diário do viajante alemão Hans Staden, no filme o personagem passa a ser um francês que é feito prisioneiro pelos índios tupinambás – adeptos da antropofagia.
As cenas do filme foram gravadas em Paraty.

## Sinopse
No Brasil, em 1594, um aventureiro francês com conhecimentos de artilharia é feito prisioneiro dos Tupinambás. Segundo a cultura índigena, era preciso devorar o inimigo para adquirir todos os seus poderes: saber utilizar a pólvora e os canhões.

## Elenco
Elenco em ordem de aparição:
- Arduíno Colassanti .... o francês
- Ana Maria Magalhães .... Seboipepe
- Gabriel Archanjo .... Mbiratata
- Eduardo Imbassahy Filho .... Cunhambebe
- José Kléber .... Ipiraguaçu
- Gabriel Araújo
- Ana Batista
- João Amaro Batista
- Manfredo Colassanti
- Hélio Fernando
- Luiz Carlos Lacerda
- Maria de Souza Lima
- Wilson Manlio
- Ana Maria Miranda
- Célio Moreira .... narração

## Prêmios e indicações
Festival de Berlim 1971 (Alemanha)
- Indicado ao Urso de Ouro.

Troféu APCA 1973 (Brasil)
- Venceu na categoria de melhor atriz revelação (Ana Maria Magalhães).

Festival de Brasília 1971 (Brasil)
- Venceu nas categorias de melhor roteiro, melhor diálogo e melhor cenografia.